# Гомес, Элиас
Элиас Хосе Гомес (исп. Elías José Gómez; род. 9 июня 1994, Гранадеро-Байгоррия) — аргентинский футболист, защитник. Ныне выступает за «Ривер Плейт».

## Биография
Элиас Гомес — воспитанник клуба «Росарио Сентраль». 23 ноября 2013 года он дебютировал в аргентинской Примере, выйдя в основном составе в гостевом матче против «Олимпо». Сезоны 2016 и 2016/2017 Гомес провёл на правах аренды за «Дефенсу и Хустисию», после чего вернулся в «Росарио Сентраль».
В 2019—2021 годах выступал за «Архентинос Хуниорс». В январе 2022 года перешёл в «Ривер Плейт».